# Nebulosa del Cap de Cavall
La Nebulosa del Cap de cavall és una nebulosa fosca de la constel·lació d'Orió. La nebulosa està situada just sota Alnitak, l'estrella més a l'esquerra del cinturó d'Orió, i forma part del gran complex d'Orió. Es troba aproximadament a 1.500 anys llum de la Terra. És una de les nebuloses més identificables per la forma que pren el núvol de pols fosca i gas, de cap de cavall i d'aquí el seu nom. Williamina Fleming va observar el 1888 per primera vegada la seva forma en la fotografia B2312 presa a l'observatori de Harvard College.

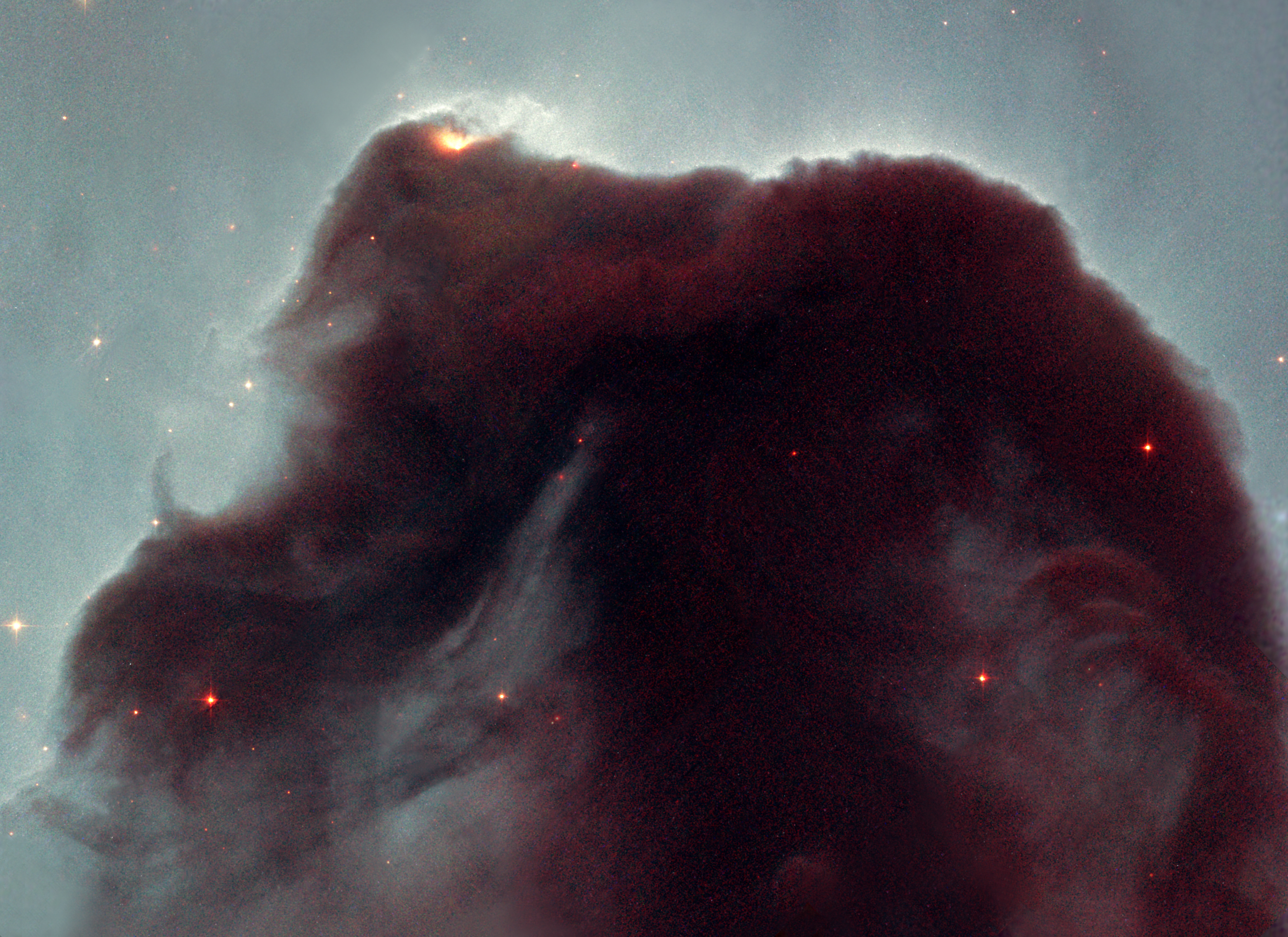
Imatge del telescopi espacial Hubble de la nebulosa Cap de cavall

El vermell brillant s'origina predominantment pel gas d'hidrogen que hi ha darrere la nebulosa, ionitzat per l'estel proper i brillant Sigma Orionis. La part fosca del Cap de cavall està formada principalment per pols espessa, encara que la part més baixa del coll del Cap de cavall projecta una ombra cap a l'esquerra. Corrents de gas sortint de la nebulosa es canalitzen per un fort camp magnètic. Els punts brillants a la base de la nebulosa Cap de cavall són estrelles joves en el procés de formació.